# Ławryn Woyna
Ławryn (Wawrzyniec) Woyna herbu Trąby (zm. 23 października 1580 roku) – podskarbi ziemski litewski w 1576 roku, podskarbi dworny litewski w 1569 roku, pisarz litewski w 1566 roku, dworzanin Jego Królewskiej Mości, starosta piński i olicki.
Był synem kasztelana mścisławskiego Macieja.
Podpisał unię  lubelską 1569 roku. W 1575 roku podpisał elekcję Maksymiliana II Habsburga.